# Albert Julius Otto Penzig
Albert Julius Otto Penzig, znany także jako Albertus Giulio Ottone Penzig (ur. 15 marca 1856 w Samitz, zm. 6 marca 1929 w Genui) – niemiecki mykolog.
Urodził się w Samitz na Śląsku (obecnie Zamienice). Po ukończeniu studiów na Uniwersytecie Wrocławskim podjął pracę w ogrodzie botanicznym w Padwie jako asystent botanika i mykologa Pier Andrea Saccardo. Od 1882 r. pracuje już jako docent na Uniwersytecie w Modenie, a rok później jest dyrektorem Stazione Agraria Modena. W 1887 r. uzyskał tytuł profesora na Uniwersytecie w Genui.
Odbył naukową wyprawę na Cejlon i Jawę, gdzie prowadził badania nad śluzowcami (Myxomycetes) w laboratoriach przy ogrodach botanicznych Buitenzorg. Podczas pobytu w Indonezji brał również udział w wycieczce naukowej do grupy wysp Krakatau.
Opisał nowe taksony grzybów. W ich naukowych nazwach dodawany jest skrót jego nazwiska Penz. Od jego nazwiska nadano nazwy rodzajom grzybów Penzigia Sacc. i Penzigina Kuntze.